# Magnetisk boblehukommelse
Magnetisk boblehukommelse er en form for ikke-flygtig hukommelse til brug i computere og tilsvarende digital elektronik, hvor hver bit er repræsenteret ved et lille område, kaldet et domæne eller en magnetisk boble, der er magnetiseret i én retning når det opbevarer et "0", og i den modsatte retninge når det gemmer på et "1". Denne teknik blev opfundet sidst i 1960'erne, og havde sin storhedstid i 1970'erne, men i begyndelsen af 1980'erne måtte den magnetiske boblehukommelse se sig slået på pris og ydelse af et andet magnetisk lagringsmedie; harddisken.

## Sådan virker magnetisk boblehukommelse
"Hjertet" i magnetisk boblehukommelse er en tynd plade af et ortomagnetisk materiale, som kan danne små skarpt afgrænsede domæner eller "bobler", der udmærker sig ved at være magnetiseret anderledes end de omgivende dele af pladen: Disse domæner kan bevæge sig frit omkring i pladen, og ved hjælp af flere eksterne magnetfelter kan man skabe og opretholde sådanne domæner, og få dem til at "marchere" i talrige velordnede rækker. Hver af disse rækker danner en slags "magnetisk pendant" til et skifteregister; en form for seriel hukommelse, hvor de lagrede bits populært "står i kø" og kan udlæses én efter én for enden af hver række.

### Ortomagnetiske materialer
Tegningen til højre illustrerer forskellen mellem almindeligt ferromagnetiske materialer, som for eksempel udglødet jern, og de ortomagnetiske materialer der bruges i magnetisk boblehukommelse: Hvis en ferromagnetisk prøve (øverst på tegningen) udsættes for et ydre magnetfelt (mellem de magnetiske nord- og sydpoler til venstre og højre), vil jernet dannet sine egne magnetiske nord-og sydpol i samme retning som det ydre felt. Bemærk at dette sker uanset hvordan prøvestykket er orienteret i forhold til magnetfeltet.
Ortomagnetiske materialer kan derimod kun danne "egne" magnetpoler langs én bestemt akse, eller retning: Nederst på tegningen er vist et par rtomagnetiske prøvestykker, hvis akse er indikeret ved de sorte pile: Prøven til venstre har sin ortomagnetiske akse i nogenlunde samme retning som det ydre magnetfelt, og udviser derfor selv en nord- og en sydpol, symboliseret ved rød og hvid farve.
Prøven til højre er ligeledes ortomagnetisk, men da det ydre felt træffer den i en retning omtrent vinkelret på dens ortomagnetiske akse, udviser den så godt som ingen magnetisme i sig selv.

### Magnetiske domæner og bobler
I den plade der bruges i magnetisk boblehukommelse, er denne ortomagnetiske akse orienteret vinkelret på pladens overflade; den kan altså kun danne magnetiske poler på sidefladerne, ikke eksempelvis nordpol i ét hjørne, og sydpol i det andet.
Selv når der ikke er noget eksternt magnetfelt til stede, vil pladen være tilbøjelig til at danne nogle skarpt afgrænsede domæner, i et tilfældigt mønster som vist til venstre: Disse områder er svagt magnetiske, og mens nogle domæner har nordpolen opad og sydpolen nedad, er det omvendt for de omgivende dele af pladen.
Til højre er pladen anbragt i et magnetfelt i den ortomagnetiske akses retning, hvilket får de domæner hvis poler vender samme vej som det ydre felt til at vokse, mens domæner med polerne vendt imod det ydre magnetfelt bogstavelig talt taber terræn. Bliver det ydre felt tilstrækkelig stærkt, forsvinder sidstnævnte domæner helt, men i forbindelse med boblehukommelse er feltets styrke afpasset sådan, at helt små domæner med polerne vendt modsat det ydre felt, lige akkurat kan "overleve".
Jo længere sådanne domæner "tvinges ned" i størrelse på denne måde, desto mere præcis cirkelform antager de – eller rettere, eftersom domænet er et rumligt område der "rækker ned" gennem pladens tykkelse, cylinder-form: Det er disse små cylindriske domæner der er "boblerne" i magnetisk boblehukommelse. De kan bevæge sig frit og uhindret rundt omkring i pladen ved at forskyde deres domænegrænser – så længe det magnetfelt der skal begrænse domænernes størrelse ligger præcis i pladens ortomagnetiske akses retning, påvirker det ikke domænernes "færden". 
Ved hjælp af flere eksterne magnetfelter, der virker andre retninger end den ortomagnetiske akse (illustreret ved de to små magneter i siderne på tegningen til venstre), kan man frastøde og tiltrække de frit bevægelige domæner, og på den måde styre deres færden.

### Magnetboblernes march
I magnetisk boblehukommelse benyttes to spoler, viklet om pladen i indbyrdes vinkelrette retninger, til at styre domænernes bevægelser: Tilsammen kan disse spoler danne et magnetfelt i en hvilken som helst retning i pladens plan – afhængig af polariteten vil sådanne felter tiltrække den ene "ende" af de cylindriske domæner, men samtidig frastøder de i samme grad den anden ende af hvert domæne, så nettoresultatet er at disse felter i sig selv heller ikke kan flytte domænerne.
I stedet påvirker spolernes magnetfelt nogle små "ledestykker" af permalloy på den ene af pladens sideflader: Dette materiale har lav remanens og høj permeabilitet, og reagerer på "ferromagnetisk vis" overfor spolernes påvirkning ved at danne deres egne magnetiske poler. Disse magnetpoler tiltrækker og frastøder primært den "ende" af domænerne der vender mod den side af pladen hvor ledestykkerne sidder, og kan derved styre domænernes bevægelser. Til venstre er vist to forskellige udformninger af disse ledestykker.
De to spoler påtrykkes sinus-formede elektriske svinginger i fasekvadratur, dvs. med samme frekvens, blot med 90 graders fase-forskel – eller sagt på en anden måde; "sinus- og cosinus-formede" signaler. Den samlede virkning af de to spoler, er et magnetfelt hvis nord- og sydpoler drejer én hel gang rundt for hver svingning i det signal der driver spolerne: Tilsvarende vil magnetpolerne på permalloy-ledestykkerne "dreje rundt om sig selv" én gang for hver svingning. Systemet kan arbejde ved frekvenser på op imod 1 megahertz, eller 1 million omdrejninger per sekund.
Til venstre og højre for disse linjer ses hvordan spolernes roterende magnetfelt får henholdsvis T/I-formede og V-formede ledestykker til at danne magnetpoler der hele tiden flytter sig (skiftende rød og hvid markering på ledestykkerne). I begge tilfælde synes en "bølge" af nord- og sydpoler at vandre fra venstre mod højre langs rækken af ledestykker, og da domænerne (de røde cirkler "bag" ledestykkerne) vender nordpolen mod ledestykkerne, tiltrækkes de af ledestykkernes "vandrende sydpoler".
Nettoresultatet er, at hvert domæne flytter sig ét "T" eller "V" længere mod højre langs et "spor" i mønsteret, for hver gang spolernes magnetfelt har drejet sig én hel omgang. Da det jo er de samme spoler og det samme roterende magnetfelt der driver alle ledestykker på pladen, "marcherer" samtlige domæner også "i takt".

### Magnetiske skifteregistre
Hvert spor med dets "macherende" domæner fungerer principielt som et skifteregister, hvor de binære data, 1'er og 0'er "står i kø", repræsenteret ved henholdsvis et tilstedeværende og et "fraværende" domæne, og med det roterende magnetfelts omdrejningshastighed som fælles "taktfrekvens". Forbinder man udgangen fra et skifteregister med dets egen indgang, får man en form for seriel hukommelse, hvor de oplagrede bits efter tur vil kunne aflæses ved udgangen, og det er netop princippet i magnetisk boblehukommelse.
Til venstre er vist ét af ledestykke-sporene fra den ortomagnetiske plade, forsynet med nogle små spoler for enderne: Spolen oppe til venstre virker som en elektromagnet, som kan "søsætte" nye små domæner, som straks bevæger sig ned langs sporet. Når disse domæner ankommer til spolerne i den højre ende af sporet, inducerer de en lille elektrisk impuls i spolerne: Disse impulser repræsenterer de bits der "skubbes ud" af sporet, og kan aflæses ved udgangsterminalen nederst til højre på illustrationen.
Desuden sendes impulserne igennem et forstærknings- og signalbehandlingskredsløb (symboliseret ved den grønne trekant). Til venstre for dette kredsløb sidder en omskifter, som normalt sender de forstærkede impulser tilbage til spolen til sporets venstre ende: Derved "genskabes" det domæne der netop blev skubbet "højre ud" af sporet, oppe i den venstre ende, og derved opnår man at det samme mønster af binære 0'er og 1'er bliver ved med at cirkulere i sporet; udlæsning foregår ved at man venter på at de ønskede data når frem til højre ende af sporet, og så "aflytter" signalerne på udgangsterminalen nederst til højre.
Når nye data skal skrives ind i hukommelsen stilles omskifteren sådan, at signaler der tilledes indgangsterminalen yderst til venstre på illustrationen sendes direkte op til spolen ved sporets begyndelse øverst til venstre.

### Sammenkobling af sporene
Til højre er vist to forskellige måder at koble sporene i den magnetiske boblehukommelse sammen på: Diagrammet til venstre viser fire spor der er koblet sammen som illustreret ovenfor; det giver her anledning til fire "magnetiske skifteregistre". Da domænernes bevægelse gennem sporene styres af ét fælles signal (det i spolerne der magnetiserer ledemønstene), kan disse fire spor bruges til at ind- og udlæse data parallelt, i "ord" eller nibbles à 4 bits ad gangen.
Oftest var der flere spor på den ortomagnetiske plade, end antallet af bits per "ord" i den computer der skulle bruge hukommelsen; det løste man ved at koble flere spor sammen efter hinanden: I diagrammet til højre er de fire spor koblet sammen i serie, to og to, så der i stedet for fire "skifteregistre" dannes to registre, som til gengæld hver har plads til dobbelt så mange domæner, eller bits, som et enkelt spor.

### Mere end blot seriel hukommelse
Med de her viste mønstre dirrigeres domænerne som demonstreret blot "lige ud" langs snorlige spor, men man har også kunnet realisere omskifere, eller "skiftespor", som kan sende domænerne i én af flere retninger. På den måde kan data der bruges mindre ofte, "parkeres" i et "vigespor" og give hurtigere adgang til oftere benyttede data; på den måde "overvinder" man delvis det hastighedsmæssige "handicap" som boblehukommelsens serielle arkitektur ellers giver anledning til. Andre mønstre kan foretage simple logiske operationer på domænerne, så den magnetiske boblehukommelse kan udfylde flere roller end "blot" det at være en seriel hukommelse.

### Data bevares selv om strømmen slukkes
I praktisk magnetboblehukommelse leveres det magnetfelt der holder domænernes størrelse på et minimum, af et par permanente magneter, der jo som bekendt ikke er afhængige af elektrisk strøm for at fungere som magneter – eventuelle domæner i pladen kan altså blive ved med at eksistere stabilt, selv om man slukker for strømforsyningen til boblehukommelsen. Uden strøm danner spolerne rundt om hele pladen heller ikke noget magnetisk felt, så under disse betingelser forbliver domænerne som "lynfrosset" hvor de er når strømmen afbrydes. Det betyder, at den binære information som domænerne repræsenterer, bevares, og kan behandles videre når strømmen tændes igen: Magnetisk boblehukommelse er med andre ord det man kalder for ikke-flygtig.

## Historie
Opfindelsen af den magnetiske boblehukommelse kan i høj grad, men ikke helt, tilskrives Andrew Bobeck: Op igennem 1960'erne havde Bobeck arbejdet med en lang række forskellige magnetisme-relaterede forskningsprojekter, blandt andet twistor; et system hvor magnetiske mønstre i stil med dem der indspilles på blandt andet magnetbånd bringes til at "vandre" gennem et stationært medie.
I 1967 sluttede Bobeck sig til et hold hos Bell Labs og arbejdede på at forbedre twistor-systemet: Hans idé var at bruge en plade i stedet for en tråd eller stang som i den oprindelige twistor, og sende flere "strømme" af information igennem dem; nærmest som en hel række af twistor'er ved siden af hinanden – det krævede dog et materiale som kun tillod de magnetiske mønstre at færdes i én retning, så de ikke "stødte sammen" med hinanden undervejs på deres færd.
Under nogle forsøg med ortoferrit opdagede han den ovenfor nævnte effekt at domæner med polerne den "forkerte" vej "skrumper" når materialet påtvinges et ydre felt: Faktisk kunne han "presse" domænerne ned i en størrelse meget mindre end de domæner man har på magnetbånd m.v., hvilket antydede at systemet ville kunne lagre store mængder information på ganske lidt plads. Det tog nogen tid at finde det optimale materiale til formålet, men mineralet granat syntes at have de rette egenskaber: Det var let at skabe nye domæner i tynde plader lavet af dette materiale, og disse domæner lod sig let "skubbe rundt" af ydre magnetfelter som omtalt ovenfor.
Imidlertid vil domænerne ikke uden videre af sig selv bevæge sig i snorlige rækker, så i stedet for den strøm der driver domænerne fremad i den oprindelige twistor, måtte man finde på systemet med spoler og mønstre af ledestykker.

### Kommerciel udbredelse
Inden længe kunne Bobecks hold opbevare 4096 bits på én kvadratcentimeter; den samme informationsmængde som den daværende standard for ét "plan" af ferritkernehukommelse. Det vakte opsigt i elektronikbranchen, som hurtigt begyndte at svirre med forudsigelser om at magnetboblehukommelse snart helt ville erstatte ikke blot den dengang meget udbredte ferritkernehukommelse, men også disketter og magnetbånd. Kun de allerhurtigste former for hukommelse kunne ikke erstattes af magnetisk boblehukommelse.
Midt i 1970'erne havde så godt som alle større elektronikvirksomheder afdelinger og ansatte beskæftiget med magnetisk boblehukommelse, og sidst på årtiet var der talrige forskellige produkter på markedet, kulminerende med Intels 1-megabit magnetboble-komponent, kaldet "7110".
Men først i 1980'erne havde harddiskene indhentet magnetboblehukommelsen med hensyn til pris, lagerkapacitet og arbejdshastighed. For en tid derefter havde magnetboblehukommelsen dog en niche indenfor industrielle anvendelser der skulle kunne tåle kraftige vibrationer og/eller et barsk miljø; noget som harddiske ikke har let ved. Dette fik dog en ende med introduktionen af flash-lageret, der nu ligesom harddiskene i sin tid overtrumfer magnetisk boblehukommelse på pris, hastighed og lagerkapacitet.